# Dwór w Jarkowie
Dwór w Jarkowie (niem. Gutshaus Erwienen) – dwór znajdujący się w Bartoszycach (Jarkowie), w województwie warmińsko-mazurskim. Wybudowany został wieloetapowo, w większości na przełomie XIX i XX wieku jako siedziba lokalnego folwarku, przed wojną własność Erwina Engelbrechta.
W 2014 znaczną część Jarkowa wraz z dworem włączono do Bartoszyc, obecnie jest to Jarkowo (Bartoszyce), na pozostałej części nie ma zabudowy.

## Położenie
Dwór położony jest we wsi Jarkowo, bezpośrednio przylegającej do północno-zachodnich obrzeży Bartoszyc. Znajduje się około 1 km od drogi krajowej nr 51 na odcinku Bartoszyce – Przejście graniczne Bezledy.

## Historia
Historia wsi ani samego majątku nie jest dokładnie znana. Wiadomo, iż budynek dworu, jako siedziby lokalnego folwarku, powstawał wieloetapowo. Część parterowa wraz z poddaszem jest znacznie starsza, natomiast wyraźnie wyróżniająca się część dwukondygnacyjna – młodsza i pochodzi z przełomu XIX i XX wieku.
Budynek dworu był siedzibą lokalnego majątku, który w latach 20. XX wieku należał do dr. Erwina Engelbrechta. Łączna powierzchnia dóbr w ówczesnym czasie sięgała 250 ha ziemi, na których w większości prowadzono uprawę nasion oraz hodowano konie i bydło.
W 1945 dobra przejęte zostały przez państwo polskie. W 1997 budynek, znajdujący się ówcześnie w nie najgorszym stanie, uległ groźnemu pożarowi. Aktualnie od kilku lat dwór wraz z parkiem i stawami, bez zabudowań gospodarczych, są własnością osoby prywatnej. Dwór jest wyremontowany, utrzymany w bardzo dobrym stanie, otoczony płotem i służy jako prywatna rezydencja.

## Architektura
Dwór jest częścią większego kompleksu dawnego majątku Erwienen, na który składał się budynek samego dworu, park ze stawami oraz zabudowania gospodarczo- folwarczne.

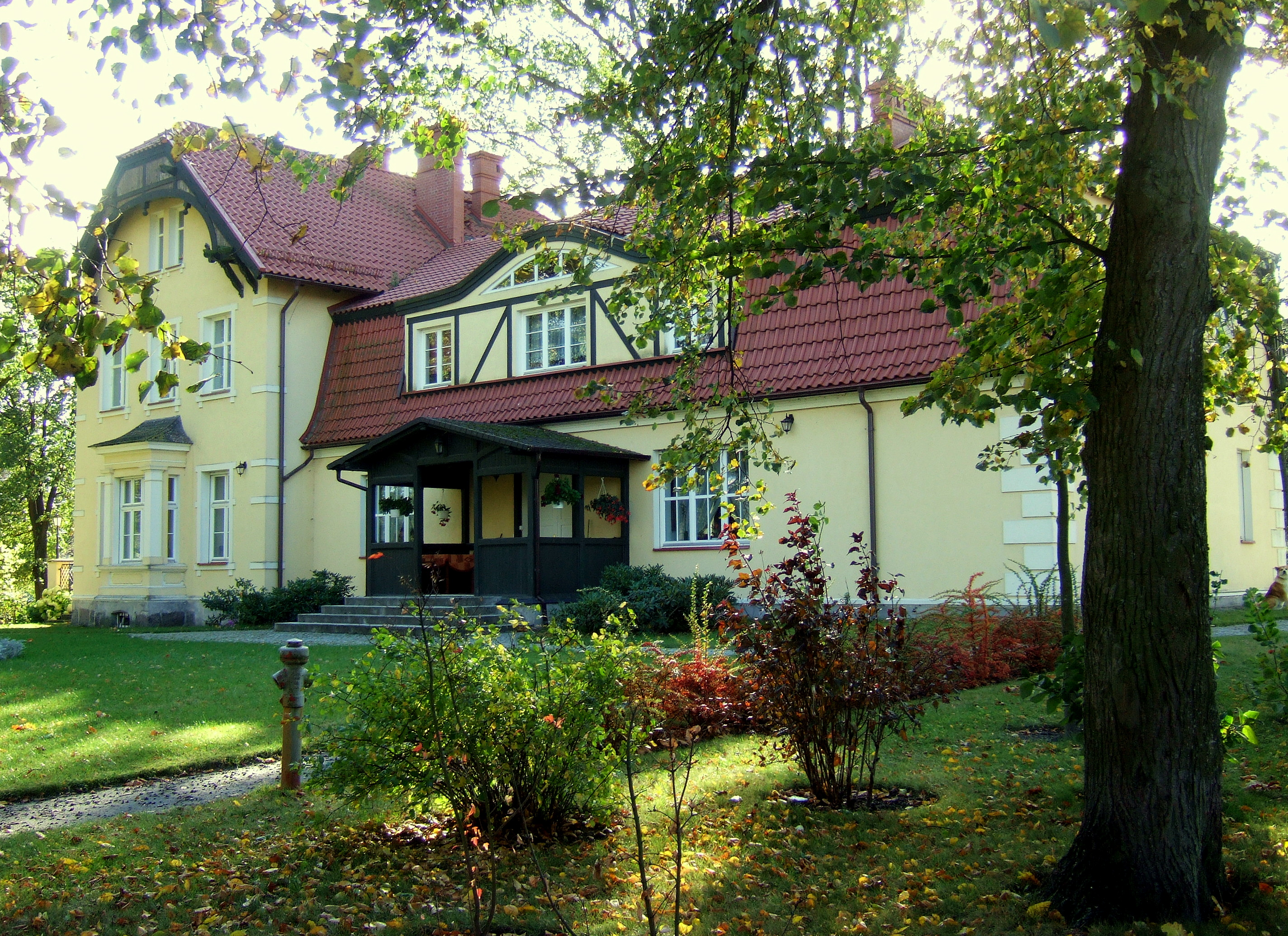
Elewacja parkowa dworu

Sam budynek dworu założony jest na planie litery T. Część wydłużoną stanowi starsza, parterowa część budowli, która nakryta jest dachem mansardowym, w którym znajdują się liczne okna- wystawki, w tym jedna znajdująca się od strony parku – duża, szachulcowa i zamknięta eliptycznie. Innej konstrukcji jest zbudowana na przełomie XIX i XX wieku część dwukondygnacyjna wraz z użytkowym poddaszem. Jest ona nakryta dachem dwuspadowym, na osi elewacji parkowej posiada wykusz, a dach dodatkowo zdobiony jest ażurowym rozwinięciem konstrukcji więźby dachowej w szczytach.
Przylegający do dworu park znajduje się w większości od strony elewacji ogrodowej, gdyż część frontowa umiejscowiona jest niemal bezpośrednio przy lokalnej drodze. Park utrzymany jest w bardzo dobrym stanie, a ponadto na jego terytorium znajduje się staw, który przed rewitalizacją dawał początek lokalnemu strumieniowi. Obecnie na terenie parku wytyczone są alejki spacerowe oraz znajdują się w nim liczne elementy tzw. małej architektury, jak kładki, ławeczki czy mostki. Przed elewacją frontową (głównym wejściem do wnętrz) znajdują się trzy stare pomnikowe dęby.
Poza dworem we wsi znajdują się także liczne zabudowania gospodarcze, które wraz z nim tworzą układ zamkniętego do wewnątrz czworoboku. Zabudowania, dawna stodoła, dwa budynki gospodarcze i budynek mieszkalny, obecnie mają charakter mieszkalno- magazynowy i utrzymane są w różnym, przeważnie średnim, stanie.

## Zabytek
W skład zespołu dworskiego i folwarcznego w Jarkowie, wpisanego do rejestru zabytków nieruchomych (nr rej.: 4226 z 15.10.1992 i z 14.01.2003), wchodzą: dwór, budynek mieszkalny, dwa budynki gospodarcze, stodoła i park.